# Robert de la Haye
Robert de la Haye (Heerlen, 3 juli 1965) is een Nederlands acteur.
Na zijn vwo studeerde hij aan de Studio Herman Teirlinck in Antwerpen. Nadat hij in 1990 was afgestudeerd, speelde hij tien jaar in theatervoorstellingen bij onder andere het Raamtheater in Antwerpen en het Speeltheater Gent.
Zijn zus Mylène de la Haye is een bekende presentatrice. Robert de la Haye is getrouwd met actrice Sally-Jane Van Horenbeeck, met wie hij een zoon heeft. Met zijn vrouw heeft hij sinds 2017 een Thais restaurant.
Op televisie speelt hij in series in zowel Nederland als België. In Vlaanderen is hij onder meer bekend om zijn rol van dokter Victor Praet, die hij van september 2009 tot het mei 2013 vertolkte in de televisiesoap Familie.

## Filmografie

### Televisie
| Land              | Titel                                | Rol                | Periode   | Extra informatie       |
| ----------------- | ------------------------------------ | ------------------ | --------- | ---------------------- |
| België            | Chantal                              | Gijs Boonstra      | 2024      | Gastrol 1 aflevering   |
| België            | Het verhaal van Vlaanderen           | Robert van Artois  | 2023      | Gastrol                |
| België            | Mijn Slechtste Beste Vriendin        | Ben Korr           | 2021-2022 | Bijrol 33 afleveringen |
| België            | Undercover                           | Autoverkoper       | 2019      | Gastrol                |
| België            | Thuis (seizoen 21)                   | Huisbaas Charité   | 2016      | Gastrol 2 afleveringen |
| België            | Binnenstebuiten (seizoen 2)          | Rudi Verkempinck   | 2013      | Terugkerende gastrol   |
| België            | Thuis (seizoen 17)                   | Axel Verstraeten   | 2011-2012 | Terugkerende gastrol   |
| België            | Ella                                 | Tim                | 2011      | Gastrol 2 afleveringen |
| België            | F.C. De Kampioenen (seizoen 20)      | Alex               | 2010      | Gastrol 1 aflevering   |
| Nederland         | SpangaS (seizoen 3)                  | Meneer ter Veer    | 2010      | Gastrol 2 afleveringen |
| België            | Familie (seizoen 19-22)              | Victor Praet       | 2009-2013 | Hoofdrol               |
| België            | De Smaak van De Keyser               | Detlef             | 2008      |                        |
| België            | Zone Stad                            | Marco Mulder       | 2008      | Gastrol 1 aflevering   |
| Nederland\ België | Het Huis Anubis                      | Meneer Duo         | 2008      | Gastrol                |
| Nederland         | Roes                                 | Eric               | 2008      | Gastrol 1 aflevering   |
| België            | Mega Mindy (seizoen 3)               | Hanz Kriminalsky   | 2007      | Gastrol 1 aflevering   |
| België            | Witse (seizoen 4)                    | Didier Van Calster | 2006      | Gastrol 1 aflevering   |
| België            | Aspe (seizoen 2)                     | Willem Lindemans   | 2006      | Gastrol 1 aflevering   |
| Nederland         | Wet & Waan (seizoen 2)               | Journalist De Lint | 2004      | Gastrol 1 aflevering   |
| België            | Witse (seizoen 2)                    | Rudy Oostvogels    | 2004      | Gastrol 1 aflevering   |
| Nederland         | Onderweg naar Morgen (seizoen 10-15) | Niels Richter      | 2003-2008 | Terugkerende gastrol   |
| Nederland         | Ernstige Delicten (seizoen 2)        | John Hoogland      | 2003      | Gastrol 1 aflevering   |
| België            | W817 (seizoen 5)                     | Producer           | 2003      | Terugkerende gastrol   |
| België            | Flikken (seizoen 4)                  | Robin Coster       | 2002      | Gastrol 3 afleveringen |
| België            | Droge voeding, kassa 4 (seizoen 2)   |                    | 2002      | Gastrol 1 aflevering   |
| Nederland         | Rozengeur en Wodka Lime (seizoen 2)  | Simon Lankmoet     | 2002      | Gastrol 2 afleveringen |
| België            | Veel geluk, professor!               | Peter Falke        | 2001      | Hoofdrol               |
| Nederland         | Wildschut & De Vries                 | Niels Wildschut    | 2000      | Hoofdrol               |
| België            | Spoed (seizoen 1)                    | Dirk Velghe        | 2000      | Hoofdrol               |
| België            | Wittekerke (seizoen 7)               | Elias Couvreur     | 1999-2000 | Terugkerende gastrol   |
| België            | Engeltjes                            |                    | 1999      |                        |
| Nederland         | Baantjer (seizoen 3)                 | Tony Albarez       | 1998      | Gastrol 1 aflevering   |
| België            | Windkracht 10 (seizoen 1)            | Matroos Hervé      | 1997      | Gastrol 1 aflevering   |
| België            | Terug naar Oosterdonk                | Pekker             | 1997      | Gastrol 1 aflevering   |
| Nederland         | Unit 13 (seizoen 1)                  | Henk               | 1996      | Gastrol 1 aflevering   |
| België            | Wat nu weer?! (seizoen 1-2)          | Ben                | 1995-1996 | Hoofdrol               |
| Nederland         | Een Galerij                          | Frank              | 1994      | Gastrol 1 aflevering   |
| België            | Commissaris Roos (seizoen 2)         | Filip              | 1992      | Gastrol 1 aflevering   |
| België            | Ramona (seizoen 1)                   | Bernard            | 1991      | Gastrol 4 afleveringen |
| Nederland         | 12 steden, 13 ongelukken             | Alfred             | 1991      | Gastrol 1 aflevering   |
| België            | Commissaris Roos (seizoen 1)         | Rebel              | 1990      | Gastrol 1 aflevering   |

### Film
- Cruise Control (2020)
- Gaston's War (als Ot) (1997)
- Kussen (1998)
- Close (als Tom) (1993)